# Miyū China
Miyū China (jap. 美優 千奈 China Miyū; ur. 17 maja 1987 w prefekturze Osaka) – była japońska aktorka AV grająca w filmach dla dorosłych.

## Życiorys
23 czerwca 2006 roku zostało wydane jej pierwsze DVD (obraz wideo) „FeeL”. W filmie została przedstawiona jako 17-letnia licealistka, która uczęszczała do słynnego liceum dla dziewcząt. Na odwrocie pudełka można przeczytać: „China jest niewiarygodnie seksowna aż trudno uwierzyć, że ma 17 lat, blask, jaki prezentuje, jest niesamowity”.
Niecały rok później zadebiutowała w filmie dla dorosłych „新人ギリギリモザイク”, wydanym 19 lutego 2007 roku przez producenta filmów dla dorosłych S1.
W 2007 roku wystąpiła również jako tancerka w teledysku do piosenki „熱帯夜” japońskiej grupy hip-hopowej Rip Slyme.
Jej ostatnim filmem był „集団キモ男中出し輪姦”, który został wydany 25 sierpnia 2008 roku. Wkrótce potem blog DMM, który był używany jako jej oficjalny, został zamknięty. Jej ostatni wpis pochodził z 29 października 2008 roku.

## Filmografia

### Filmy dla dorosłych
| #    | Data            | Tytuł                                                      | Kod wideo | Producent | Uwagi | Przy.         |
| 2007 |                 |                                                            |           |           | |               |
| 1    | 19 lutego       | 新人ギリギリモザイク                                       | ONED-694  | S1        | Debiut AV | [ 4 ]         |
| 2    | 19 marca        | ギリギリモザイク 6つのコスチュームでパコパコ!              | ONED-716  | S1        | | [ 9 ]         |
| 3    | 19 kwietnia     | ギリギリモザイク 学校でセックスしよっ                      | ONED-740  | S1        | | [ 10 ]        |
| 4    | 3 maja          | ハイパーギリギリモザイク 特殊浴場TSUBAKI 貸切入浴料1億円   | OPEN-0705 | S1        | Obsada: Miyū China, Sola Aoi, Yuma Asami, Honoka, Akiho Yoshizawa, Chinatsu Izawa, Asami Ogawa, Mako Katase, Karin, Sho Nishino, Haruka Megumi, MO☆MO | [ 11 ] [ 12 ] |
| 5    | 19 maja         | ギリギリモザイク 千奈のセックスじっくり見せてあげる        | ONED-759  | S1        | | [ 13 ]        |
| 6    | 19 czerwca      | ギリギリモザイク 妄想的特殊浴場 本指名                     | ONED-779  | S1        | | [ 14 ]        |
| 7    | 19 lipca        | ギリギリモザイク 激烈ピストン14                            | ONED-801  | S1        | | [ 15 ]        |
| 8    | 19 sierpnia     | ギリギリモザイク バコバコ乱交39                            | ONED-824  | S1        | | [ 16 ]        |
| 9    | 7 września      | ギリギリモザイク バコバコ風俗 W指名                        | ONED-833  | S1        | Wystąpiła wspólnie z Haruką Megumi | [ 17 ]        |
| 10   | 19 października | ハイパー×ギリギリモザイク パイパンハイパーギリギリモザイク | ONED-858  | S1        | | [ 18 ]        |
| 11   | 19 listopada    | ギリギリモザイク パイパン無限絶頂!激イカセ潮吹きFUCK       | ONED-877  | S1        | | [ 19 ]        |
| 12   | 7 grudnia       | ハイパー×ギリギリモザイク 特殊浴場TSUBAKI8時間             | ONED-891  | S1        | Obsada: Miyū China, Sola Aoi, Yuma Asami, Honoka, Akiho Yoshizawa, Chinatsu Izawa, Asami Ogawa, Mako Katase, Karin, Sho Nishino, Haruka Megumi, MO☆MO | [ 20 ]        |
| 13   | 19 grudnia      | ギリギリモザイク 20コスチュームでパコパコ!                 | ONED-894  | S1        | | [ 21 ]        |
| 2008 |                 |                                                            |           |           | |               |
| 14   | 19 stycznia     | ギリギリモザイク 絶叫!ビッグマグナムFUCK                   | ONED-912  | S1        | | [ 22 ]        |
| 15   | 19 lutego       | ギリギリモザイク ザーメンドリーム                          | ONED-932  | S1        | | [ 23 ]        |
| 16   | 19 marca        | 完全限定生産×ハイモザver2.1 ハイパーギリギリモザイクMV     | ONED-946  | S1        | | [ 24 ]        |
| 17   | 19 kwietnia     | ギリギリモザイク 美しい痴女の接吻と性交                    | ONED-960  | S1        | | [ 25 ]        |
| 18   | 19 maja         | ギリギリモザイク 繰り返し犯されて。                        | ONED-978  | S1        | | [ 26 ]        |
| 19   | 19 czerwca      | ギリモザ 限界まで連続FUCK 〜やっと満たされた性欲           | SOE-003   | S1        | | [ 27 ]        |
| 20   | 25 lipca        | 中出し輪姦病棟                                             | DASD-055  | Das!      | | [ 28 ]        |
| 21   | 25 sierpnia     | 集団キモ男中出し輪姦                                       | DASD-058  | Das!      | | [ 6 ]         |

### Inne
| #    | Data       | Tytuł | Kod wideo | Producent | Uwagi       | Przy. |
| 2006 |            |       |           |           |             |       |
| 1    | 23 czerwca | FeeL  | KIDM-007  | Kingdom   | Obraz wideo | [ 2 ] |